# Эвора, Сесар
Сесар Эвора Диас (исп. César Évora Díaz, 4 ноября 1959, Гавана, Куба) — известный мексиканский и кубинский актёр театра и кино, прославившийся работами в кино на Кубе и телесериалах в Мексике.

## Биография
Родился 4 ноября 1959 года в Гаване. После окончания средней школы решил стать нефтяником и поступил в институт, где изучал нефть и полезные ископаемые, пока в институте не узнал о кастинге на будущий фильм «Сесилия», явился туда и ему несказанно повезло — был выбран из 500 претендентов, после чего мысли о нефтяной карьере померкли окончательно, т. е. ушёл из института и решил твёрдо стать актёром. После успешной карьеры в его родной Кубе, его пригласили в Мексику на съёмки лучшие режиссёры, после чего он переехал туда и в 1999 году получил мексиканское гражданство. В кино актёр с 1981 года, и по состоянию на сегодняшний момент снялся в 45 работах как на Кубе, так и в Мексике. Свои лучшие роли актёр получил в Мексике, т.к в некоторых телесериалах он играл главные роли — «В плену страсти», «Обними меня крепче», «Таковы эти женщины», «Мачеха», «Во имя любви» и «Непокорное сердце» были проданы во многие страны мира, и актёр вышел на мировой уровень.

## Личная жизнь
Сесар Эвора был женат дважды.
- Первой супругой актёра являлась кубинка, которая подарила ему двое детей: Рафаэля и Марианну — супруги развелись. Двое детей живут на Кубе вместе с матерью, но часто приезжают в Мексику к отцу.
- Второй и нынешней супругой актёра является мексиканка Вивиан Домингес, которая подарила актёру единственную дочь — Карлу.

## Фильмография

### Куба

#### Телесериалы
- 1993 — День и ночь

#### Фильмы

##### Короткометражные
- 1990 — Лаура

##### Полнометражные
- 1981 — Сесилия (совм. с Испанией)
- 1984 — Хабанера — Хосе Луис
- 1985 — Амада
- 1986 —
  - Капабланка — Капабланка (главная роль)
  - Преуспевающий человек — Хавьер Аргуэльес (главная роль)
- 1987 — Невеста для Давида — профессор
- 1989 — Красотка из «Альгамабры» — Аманте Рачель

### Мексика

#### Телесериалы телекомпанииTelevisa
- 1993 — Дикое сердце — Марсело Ромеро Варгас
- 1994-96 — Розовые шнурки — Эстебан Армендарес
- 1995 — Если я умру — Антонио Фоскари
- 1997 —
  - В плену страсти — Амадор Монтеро (дубл. Виктор Бохон)
  - Хорошие люди — Хайме Думас
- 1998-99 — Привилегия любить — отец Хуана де ла крус Веларте.
- 1999—2000 — Лабиринты страсти — Габриэль Альмада.
- 2000-01 — Обними меня крепче (Грех любви, или смертный грех) — дон Федерико Риверо
- 2001-02 — Источник — Ригоберто Вальдес.
- 2002 — Между любовью и ненавистью — Октавио Вильяреаль
- 2002-03 — Таковы эти женщины — Луис Авила
- 2003-04 — Ночная Мариана — Атилио Монтенегро
- 2005 — Супруга-девственница — Эдмундо Риваденейра
- 2005-07 — Мачеха — Эстебан Сан Роман
- 2006-07 — Жестокий мир — Демиан Мартинес
- 2007 — Любовь без грима — Педро Риос
- 2007-08 —
  - К чёрту красавчиков — Констансио Бельмонте Ласкуран
  - Я люблю Хуана Керендон — Самюэль Качон
- 2008-09 — Во имя любви — Эухенио Лисарде
- 2010 — Триумф любви — доктор Эриберто Риос
- 2010-11 — Полная любви — Эмилиано Руис
- 2011 — Очарование орла — Мануэль Маркес Стерлинг
- 2012 —
  - Бездна страсти — Росендо Аранго
  - Свирепая любовь — Дионисио Феррер
- 2013 —
  - Буря — Фульхенсио Саласар
  - Непокорное сердце — Алехандро
- 2014-15 — До конца света — Франсиско
- 2016 — Амазонки — Викториано

#### Фильмы
- 1992 — Хертрудес — Педро Адвинкула
- 2010 — Кровавый тропик — Антонио де ла Маса

## Театральные работы
- 2004 — Ловушка смерти.
- 2006 — Пасхальное яйцо.
- 2006-07 — Карты любви.

## Награды и премии
Сесар Эвора был номинирован 18 раз на различные премии, из которых ему удалось одержать достойную победу в 11-ти из них.